# Antyszanty
Antyszanty – debiutancki solowy album wokalisty Lao Che, Huberta „Spiętego” Dobaczewskiego.

## Lista utworów
| 1.  | „Opuszczone porty”              | 3:24  |
|     |                                 |       |
| 2.  | „Morże”                         | 5:30  |
|     |                                 |       |
| 3.  | „Ma czar karma”                 | 4:26  |
|     |                                 |       |
| 4.  | „Kalikimaka”                    | 4:20  |
|     |                                 |       |
| 5.  | „Trafiony - zatopiony”          | 3:40  |
|     |                                 |       |
| 6.  | „Dworujże”                      | 4:53  |
|     |                                 |       |
| 7.  | „Haba haba i ding ding dong”    | 2:25  |
|     |                                 |       |
| 8.  | „Łódź wariatów”                 | 3:30  |
|     |                                 |       |
| 9.  | „Nie wszystko zostało napisane” | 4:49  |
|     |                                 |       |
| 10. | „Bajka o śmierci”               | 4:53  |
|     |                                 |       |
| 11. | „Szkoda”                        | 2:58  |
|     |                                 |       |
|     |                                 | 44:48 |
|     |                                 |       |

## Muzycy
- Spięty - głos i instrumenty
- Zuzanna Dobaczewska - głos (utwory 3 i 10)
- Emilia Dobaczewska - głos (7)
- Michał „Ostry” Ostrowski - ukulele (2, 4, 9, 10)
- Filip „Wieża” Różański - akordeon elektryczny (1)

## Pozycje na listach
| Lista | Kraj   | Pozycja |
| ----- | ------ | ------- |
| OLiS  | Polska | 14      |

## Odbiór
Według Dominiki Węcławek (Interia) na album składają się: „krotochwilna zabawa słowem i tysiące marynistycznych skojarzeń wyrzucanych do muzyki lo-fi”. Ocena recenzentki to 8/10.
Jacek Świąder charakteryzuje zawartość albumu następująco: „skromne, akustyczne piosenki dzielą się miejscem z również nieskomplikowanymi, elektronicznymi, hałaśliwymi podkładami”. Z uznaniem wypowiada się o tekstach, które są pełne „zdrobnień, sprośności i zapomnianych słów” i budują „coś na kształt pomnika dla wieku szczenięcego - gdy najważniejsze w formacji przyszłego życiowego żeglarza jest podglądanie dużej blondyny, poznawanie nowych przekleństw i chłopackie przechwałki”. Podsumowując, ocenia album: „Nie wszystko jest dobre, zdarzają się piosenki nijakie, ale ogółem zaskoczenie in plus”.
Robert Ziębiński z „Newsweeka” pisał: „Obok Miłośnij Bajzla i Telehon Pablopavo, Antyszanty to najlepsza płyta, jaka w tym roku ukazała się w Polsce. (...) udowadnia, że dziś na polskiej scenie rockowej Spięty jest jednym z najzdolniejszych tekściarzy i muzyków”.
Piotr Szwed (serwis Screenagers) przyznał płycie ocenę 4/10. Uzasadnił tę ocenę: „Mimo że Spięty znów tekstowo co najmniej nie zawodzi, to trudno nie mieć wrażenia, że dobre, przemyślane piosenki są na jego solowym debiucie przetykane straszliwymi wypełniaczami. Mamy tu więc do czynienia z klasycznym przykładem słabej płyty, z której można by zrobić świetną EP-kę”.
Marek Świrkowicz z „Teraz Rocka” przyznał płycie ocenę 3,5 w pięciostopniowej skali, zaznaczając: „nie jest to w żadnym wypadku płyta lekkostrawna i dam głowę, że niejednego śmiałka odrzuci”. Rekomendował nagrania następująco: „Nie spodziewajcie się radosnych przyśpiewek o urokach życia na morzu. [Antyszantom] zdecydowanie bliżej do szorstkich, «życiowych» ballad Toma Waitsa czy Stanisława Staszewskiego – z jednej strony, i rubasznej, jarmarcznej poezji – z drugiej. Tematyka marynistyczna jest dla Spiętego jedynie punktem wyjścia do refleksji nad życiem, przemijaniem i śmiercią. (...) Mnóstwo tu dziwnych pokrzykiwań, szmerów, chlupotów i innych dźwięków znakomicie współgrających przy tworzeniu niezwykłego klimatu całości. Klimatu surowego, zawieszonego gdzieś między folkiem, kabaretem i alternatywną balladowością”.
Łukasz Wawro (Onet Muzyka) określa płytę jako „morskie opowieści dziwnej treści” i podkreśla, że „Spięty i bez Lao Che intryguje jak nikt inny”. Recenzent chwali niesztampowość płyty oraz walory tekstów: „genialne słowotwórstwo, błyskotliwe obserwacje, pomysłowe skojarzenia”.